# Miss World 2003
| Data:                | 6 grudnia 2003                    |
| Kraj:                | Chiny                             |
| Miasto:              | Sanya                             |
| Gala finałowa:       | Crown of Beauty Theatre           |
| Liczba uczestniczek: | 106                               |
| Zwyciężczyni:        | Rosanna Davison, Irlandia         |
| Poprzedniczka:       | Azra Akin, Turcja                 |
| Następczyni:         | María Julia Mantilla García, Peru |
| -------------------- | --------------------------------- |

Miss World 2003 – była to 53. edycja konkursu Miss World. Konkurs odbył się 6 grudnia 2003 r., po raz pierwszy w Crown of Beauty Theatre w Sanya, w Chinach. Galę finałową poprowadzili: Phil Keoghan, Amanda Byram i Angela Chow. O koronę i tytuł Miss World walczyło 106 uczestniczek z całego świata. Miss World 2002 – Azra Akin ukoronowała swoją następczynię – Rosannę Davison, córkę znanego muzyka Chrisa de Burgha. Polskę reprezentowała Karolina Gorazda, nie odniosła jednak sukcesu.

## Wyniki

### Miejsca
| Wyniki finału                                               | Uczestniczka |
| ----------------------------------------------------------- | --- |
| Miss World 2003                                             | - Irlandia – Rosanna Davison |
| 1. wicemiss                                                 | - Kanada – Nazanin Afshin-Jam |
| 2. wicemiss                                                 | - Chiny – Guan Qi |
| Finalistki ^                                                | - Indie – Ami Vashi - Filipiny – Maria Rafaela Yunon |
| Półfinalistki (W kolejności zajętego w konkursie miejsca) ^ | - Etiopia – Hayat Ahmed - Wenezuela – Valentina Patruno - Australia – Olivia Stratton - Liban – Marie-José Hnein - Jamajka – Jade Fulford - Szwajcaria – Bianca Sissing - Gruzja – Irina Onashvili - Norwegia – Elisabeth Wathne - Peru – Claudia Hernández - Trynidad i Tobago – Magdalene Walcott - Nowa Zelandia – Melanie Paul - Portoryko – Joyceline Montero - Dominikana – María Eugenia Vargas - Grecja – Vasiliki Tsekoura - Boliwia – Helen Aponte |

### Kontynentalne Królowe Piękności
| Kontynent      | Uczestniczka                  |
| -------------- | ----------------------------- |
| Afryka         | - Etiopia – Hayat Ahmed       |
| Ameryki        | - Kanada – Nazanin Afshin-Jam |
| Azja i Oceania | - Chiny – Guan Qi             |
| Europa         | - Irlandia – Rosanna Davison  |
| Karaiby        | - Jamajka – Jade Fulford      |

## Mini konkursy gwarantujące miejsce w półfinale - tzw.fast track

### Miss Plaży
- Zwyciężczyni: Rosanna Davison (Irlandia)
- 1. wicemiss: Bianca Sissing (Szwajcaria)
- 2. wicemiss: Helen Aponte (Boliwia)
- Półfinalistki: Julie Taton (Belgia), Hayat Ahmed (Etiopia),  Maria Rafaela Yunon (Filipiny), Jade Fulford (Jamajka), Melanie Paul (Nowa Zelandia), Karolina Gorazda (Polska), Natalia Rodríguez (Urugwaj)

### Miss Sportu
- Zwyciężczyni: Nazanin Afshin Jam (Kanada)
- 1. wicemiss: Lucie Vachova (Czechy)
- 2. wicemiss: Patricia Filomena Chifor (Rumunia)

### Miss Osobowości
- Zwyciężczyni: Helen Aponte (Boliwia)
- 1. wicemiss: Racquel Wilkinson (Barbados)
- 2. wicemiss: Anne-Marie Browne (Antigua)

### Miss Talentu
- Zwyciężczyni: Irina Onashvili (Gruzja)
- 1. wicemiss: Joyceline Montero (Portoryko)
- 2. wicemiss: Kriistina Gabor (Estonia)
- Półfinalistki: Anne-Marie Browne (Antigua), Grisel Hitoff (Argentyna), Nathalie Biermans (Aruba), Boingotlo Motlalekgosi (Botswana),Quan Qi (Chiny), Julie Taton (Czechy), Maria Eugenia Vargas (Dominikana), Hayat Ahmed (Etiopia), Ami Vashi (Indie), Rosanna Davison (Irlandia), Nazanin Afshin-Jam (Kanada),  Claudia Molina (Kolumbia), Park Ji-yea (Korea), Vaida Griksaite (Litwa), Irina Askolska (Łotwa), Marija Vašik (Macedonia), Kimberly Castro (Mariany Północne), Valentina Patruno (Wenezuela)

### Wybór widzów
- Zwyciężczyni: Olivia Stratton (Australia)

## Nagrody specjalne
- Najlepszy projektant sukienki: Claudia Hernández (Peru)
- Stypendium Miss World: Denisa Kola (Albania)

## Uczestniczki
- Albania – Denisa Kola
- Andora – María José Girol
- Anglia – Jacqueline Turner
- Angola – Celma Katia Carlos
- Antigua – Anne-Marie Browne
- Argentyna – Grisel Hitoff
- Aruba – Nathaly Biermans
- Australia – Olivia Stratton
- Bahamy – Shantell Hall
- Barbados – Raquel Wilkinson
- Białoruś – Wolha Niewdach
- Belgia – Julie Taton
- Belize – Dalila Vanzie
- Boliwia – Helen Aponte
- Bośnia i Hercegowina – Irna Smaka
- Botswana – Boingotlo Motlalekgosi
- Brazylia – Lara Brito
- Bułgaria – Rajna Naldżiewa
- Chile – Alejandra Soler
- Chiny – Guan Qi
- Chorwacja – Aleksandra Grdić
- Curaçao – Angeline da Silva Goes
- Cypr – Stela Stilianu
- Czechy – Lucie Váchová
- Dania – Maj Buchholtz Pedersen
- Dominikana – María Eugenia Vargas
- Ekwador – Mayra Renteria
- Estonia – Kriistina Gabor
- Etiopia – Hayat Ahmed
- Filipiny – Maria Rafaela Yunon
- Finlandia – Katri Johanna Hynninen
- Francja – Virginie Dubois
- Gibraltar – Kim Marie Falzun
- Grecja – Vasiliki Tsekoura
- Gruzja – Irina Onaszwili
- Gujana – Alexis Glasgow
- Gwadelupa – Lauranza Doliman
- Gwatemala – Dulce María Duarte
- Hiszpania – María Teresa Martín
- Holandia – Sanne de Regt
- Hongkong – Rabee’a Yeung
- Indie – Ami Vashi
- Irlandia – Rosanna Davison
- Irlandia Północna – Diana Sayers
- Islandia – Regina Jónsdóttir
- Izrael – Miri Lewi
- Jamajka – Jade Fulford
- Japonia – Kaoru Nishide
- Kajmany – Nichelle Welcome
- Kanada – Nazanin Afshin-Jam
- Kazachstan – Saule Żunosowa
- Kenia – Janet Kibugu
- Kolumbia – Claudia Molina

- Korea Południowa – Park Ji-yea
- Kostaryka – Shirley Álvarez
- Lesotho – Makuena Lepolesa
- Liban – Marie-José Hnein
- Litwa – Vaida Grikšaitė
- Łotwa – Irina Askolska
- Macedonia Północna – Marija Vašik
- Malezja – Wong Sze Zen
- Malta – Rachel Xuereb
- Mariany Północne – Kimberly Castro
- Mauritius – Marie Aimee Bergicourt
- Meksyk – Erika Honstein
- Mołdawia – Elena Danilciuc
- Namibia – Petrina Thomas
- Nepal – Priti Sitoula
- Niemcy – Babette Konau
- Nigeria – Celia Bissong
- Nikaragua – Hailey Britton Brooks
- Norwegia – Elisabeth Wathne
- Nowa Zelandia – Melanie Paul
- Panama – Ivy Ruth Ortega
- Paragwaj – Karina Buttner
- Peru – Claudia Hernández
- Polska – Karolina Gorazda
- Portoryko – Joyceline Montero
- Portugalia – Vanessa Job
- Południowa Afryka – Cindy Nell
- Rosja – Swietłana Goriewa
- Rumunia – Patricia Filomena Chifor
- Serbia i Czarnogóra – Bojana Vujađinović
- Singapur – Corine Kanmani
- Słowacja – Adriana Pospíšilová
- Słowenia – Tina Zajc
- Sri Lanka – Sachini Stanley
- Stany Zjednoczone – Kimberly Harlan
- Suazi – Thembelihle Zwane
- Szkocja – Nicci Jolly
- Szwajcaria – Bianca Sissing
- Szwecja – Ida Söfringsgärd
- Tajlandia – Janejira Keardprasop
- Tanzania – Sylvia Bahame
- Trynidad i Tobago – Magdalene Walcott
- Turcja – Tugba Karaca
- Uganda – Aysha Nassanga
- Ukraina – Iłona Jakowlewa
- Urugwaj – Natalia Rodríguez
- Walia – Imogen Thomas
- Wenezuela – Valentina Patruno
- Węgry – Eszter Toth
- Wietnam – Nguyễn Đình Thụy Quân
- Włochy – Silvia Cannas
- Zambia – Cynthia Kanema
- Zimbabwe – Phoebe Monjane

## Notatki dot. krajów uczestniczących

### Debiuty
- Andora
- Etiopia
- Gruzja
- Gwadelupa
- Mariany Północne

### Powracające państwa i terytoria
Ostatnio uczestniczące w 1981:
- Lesotho

Ostatnio uczestniczące w 1998:
- Mauritius

Ostatnio uczestniczące w 1999:
- Zambia

Ostatnio uczestniczące w 2000:
- Białoruś
- Dania
- Gwatemala
- Mołdawia
- Nepal
- Paragwaj
- Sri Lanka

Ostatnio uczestniczące w 2001:
- Dominikana
- Islandia
- Kajmany
- Korea
- Kostaryka
- Portugalia
- Szwajcaria

### Państwa i terytoria rezygnujące

#### Uczestniczące w roku poprzednim
- Algieria
- Wyspy Dziewicze Stanów Zjednoczonych
- Ghana
- Tahiti

#### Rezygnacja z udziału w konkursie
- Armenia – Luysya Tovmasian
- Austria – Tanja Duhovich
- Fidżi – Aishwarya Sukhdeo - w ostatniej chwili zrezygnowała z udziału w konkursie z nieznanych powodów; jednakże uczestniczyła w konkursie Miss World 2004